# Karma Tenkyong Wangpo
Desi Tsangpa Karma Tenkyong Wangpo (tib.: Karma bstan skyong dbang po; * 1605; † 1642; reg. 1621–1642) war der letzte Herrscher der Karma-Regierung bzw. Karma-Kagyü-Regierung der Tsangpa-Dynastie (gTsang pa) im Tibet des 17. Jahrhunderts. Er regierte von 1621 bis 1642. Die Herrschaft der Machthaber von Tsang - eine Zeit der Karmapa-Hegemonie - war die letzte tibetische Herrscherdynastie, die aus eigener Kraft regierte.
Die von Shingshapa Tsheten Dorje (zhing shag pa tshe brtan rdo rje) gegründete Tsangpa- bzw. Desi Tsangpa-Dynastie herrschte von 1565 bis 1642 über weite Teile Tibets – einschließlich des Gebiets von Lhasa. Ihre Hauptstadt Samzhubzê (tib. bSam grub rtse; der heutige Regierungssitz der Stadt Xigazê) war das politische, wirtschaftliche und kulturelle Zentrum Tibets. 
1621 folgte Karma Tenkyong Wangpo im Alter von siebzehn Jahren seinem Vater Desi Tsangpa Karma Phüntshog  Namgyel (Sde srid Gtsang pa Phun tshogs rnam rgyal).
Er war ein mächtiger Unterstützer des 10. Karmapa Chöying Dorje der Karma-Kagyü-Schule und der Erzfeind der Gelug-Schule, insbesondere des 5. Dalai Lama Ngawang Lobsang Gyatsho (1617–1682) und des 4. Penchen Lama Lobsang Chökyi Gyeltshen (1570–1662).
1642 wurde er von Gushri Khan, dem Führer der Khoshuud-Mongolen des Kokonor-Gebiets, besiegt, gefangen genommen und später getötet. 
Der 5. Dalai Lama Ngawang Lobsang Gyatsho bestieg in dem mit Hilfe der Mongolen eroberten Samzhubzê seinen Thron. 

## Zitat
Der Historiker Thuken Lobsang Chökyi Nyima (1737–1802) aus der Gelug-Schule berichtet in seinem Werk Kristallspiegel der philosophischen Lehrsysteme (Grub mtha' shel gyi me long) folgendes: 
"Zu jener Zeit war der König von dBus und gTsang der sDe srid gTsang pa. Dieser unterstützte als Meister der geistlichen Gabenherrn die Kar ma pa und hielt zu ihnen, indem er viel Zurückweisung hinsichtlich der dGe lugs pa ausübte. Dieser König [= Gushri Khan], zusammen mit einer grossen Ansammlung von Truppen, zog in dBus und gTsang ein und besiegte das gesamte Heer des gTsang pa, nahm den gTsang pa-Fürsten und seine Minister gefangen und warf sie daraufhin in das Gefängnis in ihrem Heimatort Ne'u in dBus. Er brachte alle Gegenden von dBus und gTsang unter seine Macht. Er wurde zum König aller drei Provinzen von Tibet und etablierte bis Vollendung als Regierung den weissen Schirm der Gesetze. Er vernichtete sämtliche Menschen, die nicht diszipliniert gewesen waren, so dass sie durch Zurückweisung die dGe lugs pa beleidigt hatten."